# Capsa negra
La capsa negra és una metàfora que designa l'element estructural d'un model abstracte sobre el funcionament d'un sistema que es troba entre l'entrada (input) i l'eixida (output). S'empra en psicologia per a assenyalar el component que és entre l'estímul i la resposta (conducta). El concepte l'adoptà la psicologia des de la biologia del comportament i s'utilitzà pel corrent conductista per a assenyalar els processos cognitius mentals interns (incloent-hi afectes, sentiments, pensaments, desigs i idees que intervinguen internament en aquest processament) definits pel conductisme clàssic com a no observables. Tals aspectes es definiren com el contingut de la «capsa negra» inexplorable (o no interessant), que no es pot definir de manera operacional, ni mesurar directament amb eines científiques. La base epistemològica que sosté aquest model és el positivisme.

## Antecedents històrics del concepte en psicologia
El conductisme primerenc i les primeres teories de l'aprenentatge remarcaven allò directament observable: allò que afecta directament un individu (l'estímul) i allò que aquest individu fa en conseqüència (la resposta). Científicament, es desestimaven els processos que se suposaven que ocorrien entre un i altre fet, en la ment, per ser merament especulatius. La psicologia, si volia ser ciència, s'havia d'atenir als fets empírics i no teorizar sobre processos inobservables que ocorrien en una «capsa negra». Només es podia observar l'estímul i allò que s'emetia des de la capsa negra: una resposta, com a conducta.
El concepte l'introduïren autors del corrent anomenat conductisme metodològic, representat sobretot per autors com Tolman, Hull i Guthrie, entre d'altres.
Els antecedents d'aquest model es remunten al conductisme inicial de la primeria del s. XX. John B. Watson publica el 1913 el seu famós manifest conductista; inicialment, però, postulà un model bàsic d'estímul-resposta (que després en tindria variants) sense la baula intermèdia de la «capsa negra». Watson, prenent els experiments d'Ivan Pàvlov sobre els reflexos condicionats, pretenia acostar la psicologia al paradigma metodològic de les ciències naturals.
La seua idea era renunciar a l'estudi d'allò no observable (la psique, la consciència i l'inconscient) i seguir l'exemple de les «ciències dures» com la física. Aquest enfocament als Estats Units s'orientà cap a una finalitat molt pràctica, en l'optimació de recursos per condicionar la resposta d'un individu. La psicologia experimental prengué els estudis de Pàvlov per donar una explicació biològica i una base material a la conducta humana. Watson s'oposà no sols al concepte de conducta com una cosa innata, sinó també a la seua determinació social o històrica, així com que la psicologia pogués dedicar-se a l'estudi de la consciència. Proposà el caràcter plenament controlable i predictible de la conducta, i arribà a plantejar la possibilitat teòrica de modelar completament un ésser humà d'acord amb un pla precís (per exemple, fer d'un determinat nen un delinqüent o un savi). Els assaigs amb animals en psicologia experimental podien validar-se plenament, ja que no hi havia diferències en els mecanismes que intervenen en la conducta humana ni animal.
S'incorpora una instància intermèdia al model, de manera que en comptes de definir-se simplement com a estímul-resposta correspon als conductistes metodològics agregar al model la baula intermèdia d'«organisme» (és a dir, estímul-organisme-resposta), per després definir que aquest seria una «capsa negra».

## Implicacions
El concepte de capsa negra té implicacions tant filosòfiques com metodològiques i epistemològiques. Aquestes implicacions arriben fins a la classificació d'escoles psicològiques, mentre que la seua metodologia i visió dels éssers humans depenen de com entenen i utilitzen (encara que siga implícitament) aquest concepte. Pot dir-se, doncs, que la capsa negra s'ha transformat en un dels centres de debat en la concepció moderna i postmoderna d'allò humà.
Implicacions filosòfiques

- Pot portar a concebre que el contingut de la capsa manca d'interés, que tot el que es considerava tradicionalment vida emotiva o psíquica només és un epifenomen, resultat, i no causa, d'accions.
- Aquesta visió en coincideix amb la "materialista perifèrica" o "conductisme filosòfic o radical", que es resumeix en la proposició que "tenir una ment no significa altra cosa que desplegar un tipus especial i elaborat de conductes o tenir una predisposició a tals conductes quan les circumstàncies són favorables".[2] Aquesta visió és comuna entre alguns (no tots) els conductistes. Per exemple, B. F. Skinner, per a qui la conducta humana és una funció de les històries ambientals de reforç i per això pot ser explicada sense recórrer a conceptes com idees, intencions, emocions, etc.

Implicacions metodològiques i epistemològiques

- Si la psicologia desitja ser ciència (o aconseguir els avanços i fermesa de coneixement que caracteritzen la ciència) cal que base els seus estudis en l'observació de conductes i actes, observables i mesurables amb objectivitat i replicabilitat.

Des d'aquest punt de vista, no és tan rellevant si els fenòmens interns manquen d'interés o tenen o no poder causal o explicatiu. Allò que es posa en dubte és si s'aconseguirà establir una metodologia que permeta analitzar-los directament amb objectivitat i certesa, de manera que altres investigadors estiguen en posició de poder repetir les observacions sense error i utilitzar el coneixement per fer prediccions.
Exemple: un investigador o un grup d'observadors poden mesurar quant de temps un individu balla en una festa. Es pot també observar i repetir les mesures en algunes o moltes festes, amb aquest o altres individus. En principi, un altre grup d'observadors poden realitzar els mateixos procediments en altres indrets o moments. Es pot observar com aquest i altres ballarins reaccionen en relació amb diferents tipus de música, etc. Però quan cal determinar allò que aquest o altres ballarins puguen sentir internament, que és un subjectiu "desig de ballar", els mateixos observadors trobaran difícil arribar-hi a un acord i establir una mesura diferent que la quantitat de temps ballant en unes o altres circumstàncies.
- El concepte de capsa negra allibera l'investigador de preconcepcions sobre el contingut (elements i estructures) mentals. Aquest podria, per exemple, en lloc d'estudiar-la globalment, dir que està constituïda per diverses estructures que es relacionen entre si a un o diversos nivells i produeixen els fenòmens que són generalment observats, de la mateixa manera que les parts d'un programa d'un computador es relacionen entre si i produeixen resultats. Aquestes parts o estructures es poden analitzar individualment, i funcionalment, sense referència a priori al substrat biològic.

Per exemple, es poden proposar estructures relacionades amb la memòria recent; altres, amb memòria de llarg termini. Algunes n'emmagatzemarien records verbals; altres, records d'accions, etc. També hi hauria un mecanisme o més per recobrar fets guardats en la memòria, un per a cada tipus de memòria. Es pot estudiar aquestes estructures en relació amb el seu funcionament. Per exemple, es postulen dos tipus diferents de memòria ―la recent i la de llarg termini― perquè trobem que a vegades les persones perden uns records però no altres. Igualment es podria postular una falla en el mecanisme (o mecanismes) de recobrar allò guardat. O, en el cas de la memòria dels fets recents, en el procediment per a guardar-los. Quines circumstàncies provoquen aquestes falles?, quines n'afavoreixen un bon funcionament?, etc.

## Ús actual del concepte
Per extensió, el terme s'aplica actualment a qualsevol sistema o mecanisme de contingut desconegut (incognoscible o sense interès per a l'anàlisi de l'assumpte que es tracte) sobre el qual només es considera allò que li afecta i allò que produeix. En aquest sentit ampli, quasi qualsevol cosa es pot descriure com una capsa negra: un transistor, un algorisme, un programa de computació, etc.
En els desenvolupaments teòrics més actuals en psicologia, hi ha una reutilització ampliada del concepte, per exemple per a designar qualsevol estat intermedi de relacions encara no conegudes i per a postular models de recerca en què amb múltiples mostres d'"entrades" i "eixides" es pretenga un acostament a la descripció de processos psíquics o neurològics interiors.
En un sentit diferent, s'empra també en psicologia de la comunicació, en concret en les teories del constructivisme radical. Aquest «reciclatge» del terme es dona en el plantejament que cada individu actua davant un altre com si aquest fos una «capsa negra», la vida interna de la qual ignora. Dels processos de l'altre només es podria tenir notícia pels senyals que emet, i conseqüentment la comunicació no seria altra cosa que aquest intent de requerir aquests senyals.